# Juan Manuel Barbero Sánchez
Juan Manuel Barbero Sánchez (Barakaldo, 9 de maig de 1968) és un exfutbolista basc, que ocupava la posició de defensa.
Va començar a destacar a la Segona Divisió en les files del Getafe CF i del CD Leganés. La temporada 96/97 fitxa pel RCD Mallorca, amb qui aconsegueix l'ascens a primera divisió, però tan sols juga un partit a la màxima categoria abans de marxar a l'Hèrcules CF, amb qui baixarà a Segona B el 1999.